# Henry Meiggs
Henry Meiggs, también llamado Enrique Meiggs (Catskill, Nueva York, 7 de julio de 1811-Lima, 30 de septiembre de 1877), fue un empresario estadounidense de origen inglés, que tuvo éxito en la construcción de ferrocarriles en Chile y en Perú, países en donde tuvo notable influencia social y económica.

## Vida en Estados Unidos
Nació en una familia de religión protestante como hijo de Elías Meiggs y Fannie Williams. Su padre había sido constructor de muelles y obras marítimas y sirvió de maestro a su niñez trabajadora. Sus abuelos paternos fueron inmigrantes ingleses (padre) y mientras por el lado materno irlandeses. En 1843 se dedicó al comercio de materiales de construcción en Nueva York; una crisis bancaria lo llevó a la quiebra.
Se estableció en 1849 en California, y llegó a ser uno de los capitalistas más opulentos por negocios en comercio de maderas, construcciones privadas y trabajos públicos. Era dueño del más grande Music Hall y otros lugares de diversión. Fue concejal y candidato a gobernador. Sus deudas lo llevaron a cometer falsificaciones y lo condujeron a la miseria.
Pudo huir el 26 de septiembre de 1854; ante esta noticia muchos negocios se cerraron en California. La bancarrota originada por Meiggs duró 2 años y sumó más de 1 millón de dólares. Antes de su huida, logró apoderarse de cheques pertenecientes al municipio, ya firmados por el alcalde y por el tesoro edilicio. Vendió esos cheques a 50 centavos de dólar y obtuvo una ganancia de $365 mil. Al abordar el barco velero al sur, le regaló $10 mil en oro al capitán. Obstaculizado el viaje por la niebla y la falta de viento, ya estaba muy lejos, rumbo a Chile, cuando fue descubierto el desfalco.

## Meiggs en Chile

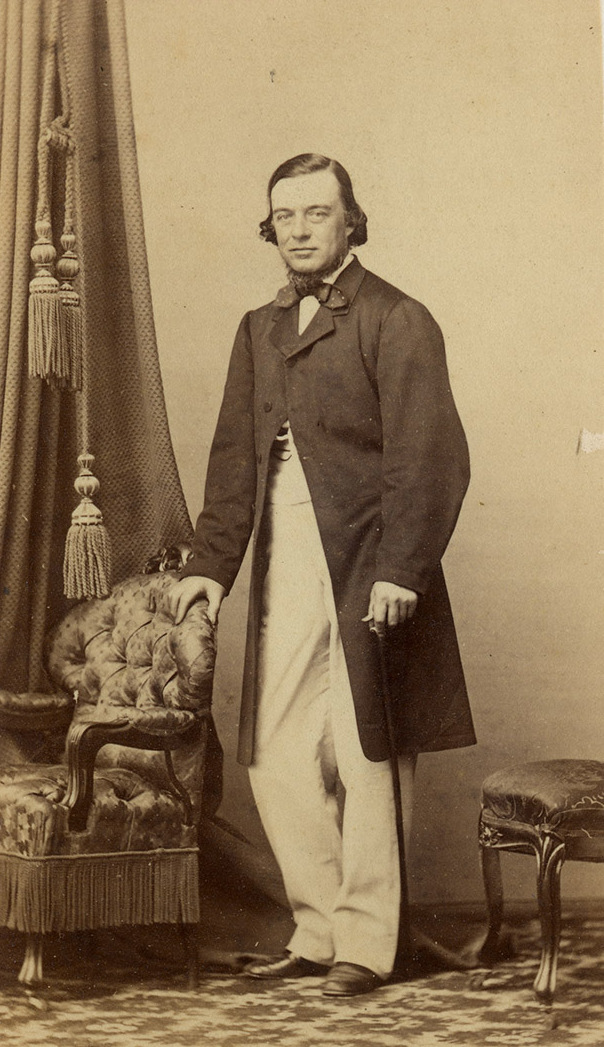
Henry Meiggs.

Meiggs se dirigió a Chile, donde llegó a Talcahuano el 16 de marzo de 1855. En Chile, debido a una ley de castellanizar los nombres extranjeros, adoptó el de Manuel Enrique Torres de la Merced, siendo así conocido en todo el Pacífico.
El 16 de agosto de 1855, a pedido del gobernador Bigler de California, el ministro de Estados Unidos solicitó la extradición de Meiggs al ministro Antonio Varas, quien autorizó la captura de Meiggs para su devolución a Estados Unidos, pero el empresario no fue encontrado. El 4 de marzo de 1856, el mismo ministro solicitó a Varas la suspensión de la orden de arresto. Al parecer, su hermano John C. Meiggs, que no se había movido de San Francisco, había comprado la mayor parte de los bonos falsos, al 4 o 5 % de su valor nominal, para quemarlos. En 1857, el mismo Bigler, amigo de Meiggs, llegó a Chile como representante de los Estados Unidos.
Su primer trabajo en Chile fue la construcción de un puente férreo sobre el río Maipo en 1858. Después, siguió trabajando con los ferrocarriles, esta vez siendo contratado para terminar la vía del ferrocarril al Sur desde Maipo hasta San Fernando, obra con la que alcanzó gran prestigio en el rubro de la construcción ferroviaria.
En septiembre de 1861, comenzó la construcción del ferrocarril que uniría Quillota con Santiago, comprometiéndose a hacerlo en tres años, haciéndolo en dos. Una anécdota da cuenta de la eficiencia del estadounidense; le propuso al Gobierno que los trabajos se terminarían en el plazo establecido y, si esto se cumplía, el Estado debía pagarle una bonificación. En caso contrario, por cada mes que el constructor se retrasara, él pagaría una multa. El 4 de julio de 1863, Henry Meiggs subió a la locomotora que, por primera vez, recorrió el trayecto completo entre Valparaíso y Santiago. El servicio del ferrocarril entre Santiago y Valparaíso se inició oficialmente el 14 de septiembre de 1863. La inauguración oficial se llevó a cabo en la ciudad de Llay-Llay, punto central del trayecto y contó con la presencia del presidente de la República, José Joaquín Pérez Mascayano. Ese día, Meiggs fue visto sacando las cuentas de su triunfo en el puño de su camisa. En diciembre de 1863 participó en la fundación del Cuerpo de Bomberos de Santiago siendo primer director de la “Bomba del Poniente”, actual 3.ª compañía.
Además de ser reconocido por sus importantes obras en favor del progreso de Chile, también fue conocido por su espíritu caritativo y buen trato que dio a los obreros que trabajaron en sus obras. Meiggs donó un órgano a la Iglesia de los Sagrados Corazones de Valparaíso.
Rico nuevamente, pagó gran parte de sus deudas en San Francisco que entonces ascendían, en muchos casos, tan solo a una pequeña parte del monto primitivo de los préstamos. Se construyó un palacio en las inmediaciones de Santiago con jardines y parques. Como gastaba lo que ganaba, se quedó pobre cuando terminó su contrato. Para vender el Palacio, organizó una lotería y emitió 700 mil boletos de un peso que fueron vendidos a lo largo de la costa del Pacífico hasta completar la suma de 400 mil pesos. Meiggs regaló los 300 mil sobrantes a los hospitales e instituciones de caridad y rifó la casa. La obtuvo un antiguo empleado suyo, que al no hallar compradores y no poder sostenerla, fue comprada por Meiggs en 80 mil pesos. De esta manera, Meiggs se quedó con la casa y con 320 mil pesos.

## Meiggs en Perú
Fue invitado a viajar al Perú por el presidente Pedro Diez Canseco en 1868 para que participara en la licitación de la construcción del ferrocarril de Arequipa. Llegó sin efectivo y con muchas deudas . El 20 de abril de 1868, el dictamen fiscal de José Gregorio Paz Soldán aceptó la propuesta de Meiggs para ejecutar el proyecto, pero la de él no fue la más baja. Benjamin Bates ofreció hacer el ferrocarril por 7 millones de soles; Eduardo Harmsen, partiendo de la base de la formación de una compañía en que fuera el socio el gobierno, propuso que este emitiera 4 millones de soles en bonos y abonarse un interés de 7%, con una amortización de 4% anuales; Robert H. Brady sobre la misma fórmula y la de privilegio pidió 8 millones de soles con varias condiciones exigidas en las demás propuestas. Henry Meiggs, al igual que Juan Dockendorf presentaron un presupuesto de 12 millones de soles.
Cuando se eligió a Meiggs se adujo su prestigio como constructor de ferrocarriles en Chile y que con él se tenía la certeza de que al obra se llevaría a cabo, pero fueron los sobornos pagados a los funcionarios lo que le hizo presentar un presupuesto alto y ganar la buena pro. Cabe mencionar que tanto Diez Canseco como su jefe de gabinete Juan Manuel Polar, rechazaron de Meiggs letras de cambio por 100 mil soles.
Dos millones de los doce deberían depositarse por el gobierno en cualquiera de las casas consignatarias del guano para la adquisición de materiales del extranjero, mientras el resto se abonaría en certificados de trabajos hechos. Correspondía al empresario recibir dinero según las millas construidas a razón de 70 mil soles por cada milla de vía abierta y 30 mil por cada milla completa y lista para el uso.
El ferrocarril uniría a Arequipa con la costa, en Mejía, pero Meiggs encontró a Mollendo como el mejor puerto de destino para el ferrocarril

### Construcción de los grandes ferrocarriles del Perú
El gobierno de José Balta recibió autorización del congreso por la ley del 15 de enero de 1869 para contratar la construcción de los ferrocarriles de Arequipa-Puno-Cusco, de Chimbote-Huaraz, de Trujillo-Pacasmayo-Cajamarca, de Lima-Jauja y otros que necesitara el país.
El gobierno peruano pactó con Meiggs, por decreto del 31 de diciembre de 1869 , la construcción de los ferrocarriles Lima-La Oroya y Arequipa-Puno, pero el pago no era en numerario, sino en bonos aceptables por este y entregables, a medida que fuese siendo acreedor del Estado por razón de los materiales por él adquiridos y de los trabajos sucesivamente ejecutados. Este papel tenía interés y era amortizable con solo un 2% a los diez años de su emisión. De esta manera, Meiggs tenía que sobrevaluar las construcciones, pues los bonos los canjearía no al 100% de su valor, pues nadie le pagaría, sino al 70% u 80%; además, en la sobrevaluación incluyó las coimas pagadas a los funcionarios públicos por haber obtenido la buena pro en la construcción. Se le otorgó el cambio a la par, o sea a £1 por cada 5 soles; se le confió la emisión y colocación del papel peruano en los mercados extranjeros en un plazo indefinido; la Inspección Fiscal, que por ley cautelaba todas las operaciones de crédito exterior, fue privada de toda supervigilancia sobre ésta; quedó abierta la emisión sobre nuevas obras; se permitió que en la designación del depositario y agente financiero para su servicio, tuviesen partes iguales Meiggs y el Estado; nada se proveyó acerca de la emisión y Meiggs apareció al lado de los personeros oficiales como suscritor de las obligaciones por emitir. De esta manera, Meiggs recibió pagarés y obligaciones en cifra indeterminada, sin amortización sino después de diez años y esos valores le eran entregados para que los vendiera por su cuenta en el extranjero a medidas de sus necesidades.
El Ministro de Hacienda, Nicolás de Piérola, decidió retirar la concesión del cambio, suprimir la intervención de Meiggs o de su apoderado en el texto de los bonos, recobrar la posición que correspondía al Gobierno en la emisión del emprésito y hacer que aprovechase el erario el alza posible en el tipo de emisión y que disminuyeran los gravámenes de aquel negociado. Se expidió el decreto del 27 de marzo de 1870, modificatorio del de diciembre de 1869. El 10 de mayo de 1870, Piérola y Meiggs hicieron un convenio que señaló las condiciones para la emisión de los bonos, además de un contrato el 7 de julio por el cual, el gobierno se desligó de la obligación de entregarle los bonos o su producto y se comrpometió a pagar en dinero el valor de los ferrocarriles de la Oroya y Puno. De todas maneras, esta medida incrementó de forma galopante la deuda pública de Perú.
Meiggs inauguró en el Perú las construcciones colosales, vencedoras de obstáculos inmensos y con directa injerencia del Estado. Los ferrocarriles que construyó en Perú fueron:

#### Mollendo a Arequipa
Fue contratado durante el gobierno de Diez Canseco en 1868. Meiggs mismo tomó muchas veces la dirección de las obras. De 10 mil a 12 mil hombres trabajaron, entre los que había 2 mil eran chilenos devotos a él, y los demás, peruanos y bolivianos. Se calcula que murieron dos mil de ellos.
También se construyó un acueducto de hierro con una distancia de 85 millas, que venía de una altura de 7 mil pies, cerca de Arequipa. Era el más largo en su tiempo. Tuvo un costo de S/. 1.800.630.
Cinco meses antes del plazo señalado, el 6 de enero de 1871, fue inaugurado el ferrocarril. Con el objeto de celebrar el acontecimiento, se celebraron lujosas fiestas entre el 27 de diciembre de 1870 y el 10 de enero de 1871. El Presidente José Balta y su comitiva viajaron en un barco de guerra. Para sus invitados, Meiggs fletó varios barcos y alquiló el más grande que tenía la Pacific Steam Navigation Company, el Panama. Fue una travesía de noche arábiga, con lo mejor que Lima podía suministrar en comida y bebida (a pesar de que Meiggs era abstemio) y con luces y música por las noches. A los banquetes y ceremonias siguieron ocho días de jolgorio en Arequipa.

#### Lima a La Oroya
El 18 de diciembre de 1869, Meiggs firmó con el gobierno dos contratos para la construcción de ferrocarriles por S/.59.6 millones, de los que 27.6 millones correspondían al ferrocarril Lima - La Oroya.
El ferrocarril estaba basado en un estudio por una comisión nombrada por el gobierno el 17 de diciembre de 1859. Meiggs propuso en noviembre de 1868 realizar a su costo los estudios del proyecto de ferrocarril Lima - Jauja dentro del plazo de 8 meses y con intervención de un ingeniero del Estado, comprometiéndose a ponerlos a disposición de este y debiéndosele abonar los gastos hechos si la obra era entregada a otro constructor. Su oferta fue aceptada y el ingeniero Ernesto Malinowski hizo el trazo preliminar, seleccionó la ruta por la quebrada del
Rímac (descartando otras posibilidades) y preparó el presupuesto de la obra
.
Las propuestas para la licitación fueron previamente examindas por una comisión de ingenieros compuestas por Federico Blume, Felipe Arancibia y Walter Morris; un comité de empresarios compuestas por Bernardo Roca y Garzón, Juan Mariano de Goyeneche y Gamio y Daniel Ruzo. Intervino también el Fiscal de la Corte Suprema, Manuel Toribio Ureta; según su dictamen la más ventajosa propuesta no era la de Meiggs, sino la de la empresa constructora de los hermanos Montero, siempre que llenara las condiciones que señaló para la seguridad en la construcción de la vía y su mantenimiento. Como no fueron aceptadas estas condiciones, la elección se produjo a favor de Meiggs.
El 1 de enero de 1870 se celebró la colocación de la primera piedra de la estación en Monserrate y fue servido un banquete para 800 personas al costo de 25 soles el cubierto.
El ferrocarril siguió la ruta Lima - Chosica a 54 km del Callao y 850 m.s.n, m, comenzando la línea a ascender paralelamente al río Rímac. Siguieron los rieles a San Bartolomé a 1500 ms.n.m. para subri más, mientras abandonaban el curso del río y serpenteaban. Se construyó el puente Verrugas, retrocedió la línea y llegó a Matucana, en plenos Andes, a 103 km del Callao y 2370 m s. n. m. Las obras se detuvieron en agosto de 1875 debido a las dificultades económicas, cuando las líneas habían llegado a Chicla, a 142 km del Callao. La línea se abrió al público, primero a Cocachacra en febrero de 1871 y luego a San Bartolomé, en septiembre de 1871. Paralelamente, se construyó una nueva línea del Callao a Lima, paralela a la que ya existía desde 1851, teniendo como punto de partida el nuevo Muelle Dársena
. La vía construida tuvo un costo de £ 4.625.887.
En la construcción, hierro y carbón vinieron de Inglaterra; maquinaria y equipos, desde Inglaterra, Francia y Estados Unidos; la madera, de Estados Unidos; provisiones de Estados Unidos y Chile. Diez mil hombres trabajaron en la obra, la mitad de ellos chinos y el resto peruanos y chilenos, con alta cifra de mortandad por la enfermedad de la Verruga peruana.

#### Arequipa - Puno
Se contrató este ferrocarril a un costo de S/. 32 millones por decreto del 18 de diciembre de 1869. La inauguración de los trabajos fue en enero de 1870. La vía de 351 km terminó en enero de 1874, a un costo de £ 4.346.649.

#### Juliaca - Cusco
Este ferrocarril era la continuación del Arequipa - Puno. Fue contratado a mediados de 1872 durante el gobierno de José Balta a un costo de S/. 25 millones. Por decreto del 14 de enero de 1874, hubo una rebaja por economías en el nuevo trazo de S/. 1.040.856. Cuando las operaciones se supendieron en agosto de 1875, se habáin enrailado 106 km de los 354 km que era la longitud total.

#### Chimbote - Huaraz
Contratado a la Casa Devés Freres por S/. 6,7 millones en bonos, que fueron convertidos en S/. 5.025.000 en efectivo al ser transferido a Meiggs. Fue entregado al público el 28 de marzo de 1873 con Derteano y Benito Valdeavellano por S/. 24 millones, le cedieron sus derechos a Meiggs en noviembre de 1871. Llegó a ser empezado en febrero de 1872 por braceros chinos. Al suspenderse los trabajos, habían llegado a Yuramarca, enrailando solo 130 km de los 265 km totales de la vía. El tráficos e hacái entre Chimbote y Tablones. El río Santa lo destruyó en varios puntos en 1878, reduciéndose el tráfico hasta Suchiman, a solo 52 km de Chimbote.

#### Pacasmayo - San Pedro de Lloc - Guadalupe y Calasnique - Magdalena
Fueron secciones del ferrocarril de Pacasmayo a Cajamarca, cuyos estudios fueron realizados por Ernesto Malinowski, fueron iniciados en 1871. Fueron contratados por diversas que transfirieron sus derechos a Meiggs en esas dos zonas. La primera, por S/. 2,1 millones en efectivo; y la segunda, por S/. 5 millones en bonos, reducidos después, según arreglo, a S/. 3,75 millones en efectivo, es decir, el costo de la obra fue calculado en un total de S/. 5.850.000, pero se elevó después a S/. 6.271.054. El Estado pagó a Meiggs S/. 6.394.821, es decir, un exceso de 120 mil soles.
Fue entregada al servicio en julio de 1874. El ramal principal de la línea iba de Pacasmayo a Calasñique por San Pedro de Lloc; un ramal seguía de Calasñique a Guadalupe y otro del mismo lugar a Magdalena. Una inundación ocasionada por fuertes lluvias provocó la destrucción de buena parte de la línea en 1877.

### La Compañía de Obras Públicas y Fomento del Perú
Esta empresa fue fundada por Enrique Meiggs el 31 de marzo de 1874 con un capital autorizado de S/. 5 millones, el cual en 1877, se hallaba ya pagado en la suma de S/. 3.250.230. Fue fundada como resultado de las dificultades económicas en que se encontraba Meiggs, las que agregada a la crisis peruana, lo indujeron a crearla como medio de reunir dinero de otras fuentes.
Sus fines eran: compra de terrenos urbanos y construcciones, adquisición de tierras rústicas e irrigación, obras públicas, ferrocarriles, telégrafos, habilitaciones mineras y agrícolas y emisión de cédulas hipotecarias. Estos propósitos excedían de lo que racional y normalmente podían hacerse en aquellos momentos difíciles. Las obras que puso en ejecución ese optimista impulso fueron las de ferrocarriles, continuando las anteriormente emprendidas por el propio Meiggs.
Presidente de la empresa fue Enrique Meiggs, a quien acompañaron como Directores, Francisco García Calderón (Vicepresidente), Enrique H. Meiggs, Carlos S. Rand y Guillermo H. Cilley, y suplentes: John L. Thorndike y Minor K. Meiggs. Al año siguiente de la muerte de Meiggs, esta sociedad se encontraba en liquidación.

#### El Ferrocarril Central y las minas de Pasco
En 1876, Henry Meiggs, esbozó el plan de terminar el ferrocarril de La Oroya, construir el ferrocarril de La Oroya a Cerro de Pasco con sus propios fondos y formar una compañía para la explotación de minas de plata y cobre de Pasco a condición de que se le concedieran todos los yacimientos, excepto los que estuvieran siendo trabajados (que abarcaban una superficie muy pequeña) y todas las obras públicas. Las personas que hubieran tenido concesiones y hubiesen hecho mejoras podían recibir el 10% del valor de los minerales por obtener.
La propuesta fue aceptada por los decretos del 12 y 14 de enero de 1877 durante el gobierno de Mariano Ignacio Prado. El documento se firmó el 3 de febrero de 1877. La garantía nacional para la obra ferrocarrilera, y minera proyectada (cuyo capital ascendía a £ 2,4 millones) estuvo constituida por los siguientes fondos: 1) La venta de 200 mil toneladas de guano con Meiggs como concesionario para su colocación en Estados Unidos; 2) La utilidad neta de las operaciones del ferrocarril del Callao a Cerro de Pasco; 3) Los derechos de exportación de maderas, metales y minerales; 4) La parte del Estado sobre el laboreo de las minas. Otras cláusulas del mismo arreglo se refirieron a la terminación de los ferrocarriles de Chimbote a Yuramarca y de Juliaca al Cusco hasta Maranganí; Meiggs debía tomar la administración de esos ferrocarriles, así como las de las vías férreas de Pacasmayo y de Mollendo a Puno.
La empresa de Cerro de Pasco no llegó a convertirse en realidad por el pronto fallecimiento de Meiggs.

#### Los billetes Meiggs

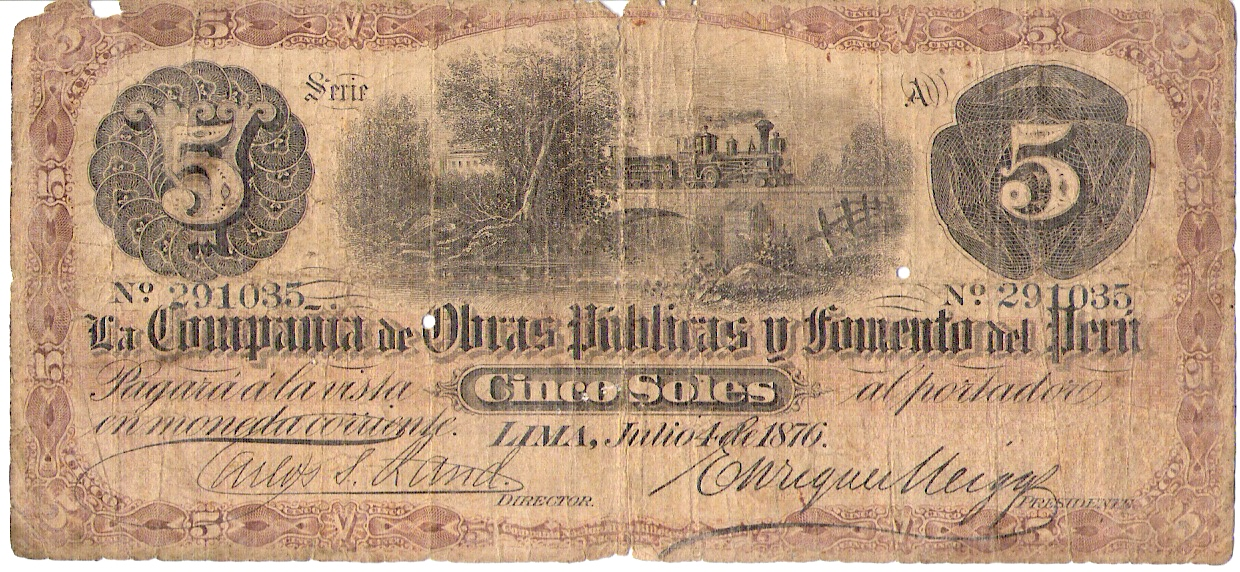
Los billetes de la Compañía de Obras Públicas tenían la firma de Henry Meiggs, por eso eran llamados Billetes Meiggs. Todos tenían imágenes relacionadas al ferrocarril.

La "Compañía de Obras Públicas" emitió la cantidad de S/. 1.030.000 en billetes de diversos tipos, que entregó a Meiggs para construir la línea de La Oroya a Cerro de Pasco. Comienzan a circular a fines de febrero de 1877 y Meiggs garantiza la emisión depositando voluntariamente en el "Tribunal del Consulado" la suma de S/. 1,5 millones en Bonos de Ferrocarriles o Bonos Meiggs (tenían amortización mensual de S/. 80 mil que por cuenta del Gobierno, entregaban los Bancos Asociados), que había recibido del Gobierno en pago de anteriores ferrocarriles. Estos billetes fueron emitidos no tenían curso en las oficinas fiscales.
El 2 de marzo de 1877, las más importantes casas de comercio de Lima elevan recurso al Gobierno objetando dicha emisión por considerarlas de funestas consecuencias, por ser transgresora de los decretos vigentes sobre billetes y por carecer de base metálica y vigilancia de las autoridades. Por eso, solicitaron que se suspenda la emisión mientras no otorgara garantías en metálico y fuera puesta bajo inspección del gobierno. El recurso es tomado por el ministro de Hacienda Araníbar.
Meiggs replica ante el ministro y argumenta alrededor de la libertada de industria y comercio garantizada por la Constitución, estimando que la oposición de sus billetes había sido promovida por los bancos (aunque solo el Banco Inglés figuraba entre las firmas obstruccionistas) e invoca que: 1) La compañía no era un banco y que en ningún caso podían comprenderla los decretos supremos de diciembre de 73 y agosto de 75; 2) La compañía tenía como cualquiera otra la facultad de emitir vales a la vista y al portador, porque tal facultad no implicaba para nadie la obligación de admitirlos en pago; 3) El derecho de la emisión se basaba en que el Gobierno le había conferido por el contrato del 3 de febrero de 1877, en el sentido que Meiggs o las compañías que se encargaran de la ejecución de las obras podían emitir bonos u otras obligaciones conducentes a la realización del trabajo; 4) La emisión no tenía objeto especulativo y estaba destinada a la construcción del ferrocarril; y 5) Las garantías eran muy superiores a las de los bancos.
Al inicio, el público los acoge favorablemente en Lima y provincias, pero surgió el temor de que el Gobierno faltara a las obligaciones de los Bonos Meiggs (garantía de los billetes). la depreciación de los billetes y la fuerte oposición de los billetes Meiggs, unido a un convenio que celebrara la "Junta Mercantil" (asociación del pequeño comercio de Lima y Callao) para rechazar los billetes que no exhibieran el sello del Gobierno (convenio dirigido contra los billetes bancarios, muchos de los cuales aún no tenían el sello) originó una demanda del canje de los billetes Meiggs por los de banco, que puso a la "Compañía de Obras Públicas", en julio de 1877, en la imposibilidad de atenderlo. Meiggs aseguró el pago de sus billetes depositando nuevos bonos por S/. 500 mil.
Meiggs informa al público (18 de julio) la suspensión del canje de sus billetes por billetes de banco cuando había S/. 900 mil sin canjear.
El 11 de agosto de 1877, Meiggs hace una propuesta al Gobierno para solucionar la crisis de sus billetes. El 17, el Gobierno lo acepta en un decreto que expide en la misma fecha. El Estado asume los billetes de Meiggs, convirtiéndoles al igual que los bancarios, en fiscales. El Gobierno autorizó a Meiggs para una emisión total de S/. 5.333.333, equivalente al valor de los bonos especiales del Tesoro (Bonos Meiggs) que se dieran a Meiggs por trabajos ferroviarios, asumiendo el Gobierno la responsabilidad de dicha emisión. Dichos bonos por valor de S/. 5.333.333 entregaría Meiggs al Gobierno, que serían anulados por quedar cancelados. Los billetes recibirían el sello oficial, dándoseles curso en las oficinas y establecimientos del Estado, Municipalidades, de Instrucción y Beneficencia. El Gobierno reservóse el derecho de vigilar la activa prosecución de los trabajos hasta su término, quedando Meiggs responsable por los daños y perjuicios que pudiera sufrir el Estado por la inejecución de dichos trabajos. Pocos días después, la "Compañía de Obras Públicas" ingresa al campo de empresas vigiladas por el Gobierno, al igual que los bancos obligándosele a publicar sus balances mensuales y estados quincenales de caja y circulación y someterse a la inspección fiscal en estos aspectos.
Fue una victoria casi póstuma para Meiggs, ya que falleció el 30 de septiembre de 1877, tras una larga enfermedad.
También en la Biblioteca Nacional de Perú, en Lima, se ha encontrado un registro de actas de defunción en donde aparece muerte de Enrique Meiggs fechada en el año de 1890, producto de hipertrófica o problemas de próstata.

## Corrupción
Según Ernst Middendorf, su médico personal, relata en su libro Perú que pudo leer la libreta donde Meiggs apuntaba las personas a las que daba sobornos para lograr los contratos ferrocarileros, el principal sobornado fue un tal doctor J.M.Q.[cita requerida] El historiador Alfonso W. Quiroz atribuye a la corrupción introducida por Meiggs como factor fundamental para la bancarrota del Perú; al no poder pagar sus deudas Perú fue considerado como «país delincuente» por la prensa británica y azuzó la intervención de Chile para poder cobrar las deudas con capitalistas británicos.[cita requerida]

## Sus últimos años
Durante sus últimos años de vida, Meiggs luchó por escapar de la ruina generada por sus negocios en Perú. Su salud se vio quebrantada y murió de una afección cardíaca el 30 de septiembre de 1877 en Lima.
Los restos de Meiggs descansaron inicialmente en el Cementerio británico antiguo de Bellavista, pero posteriormente fueron trasladados al Cementerio Presbítero Matías Maestro, donde descansa desde entonces. Perteneció al Club Nacional.